# Turismo en Liberia

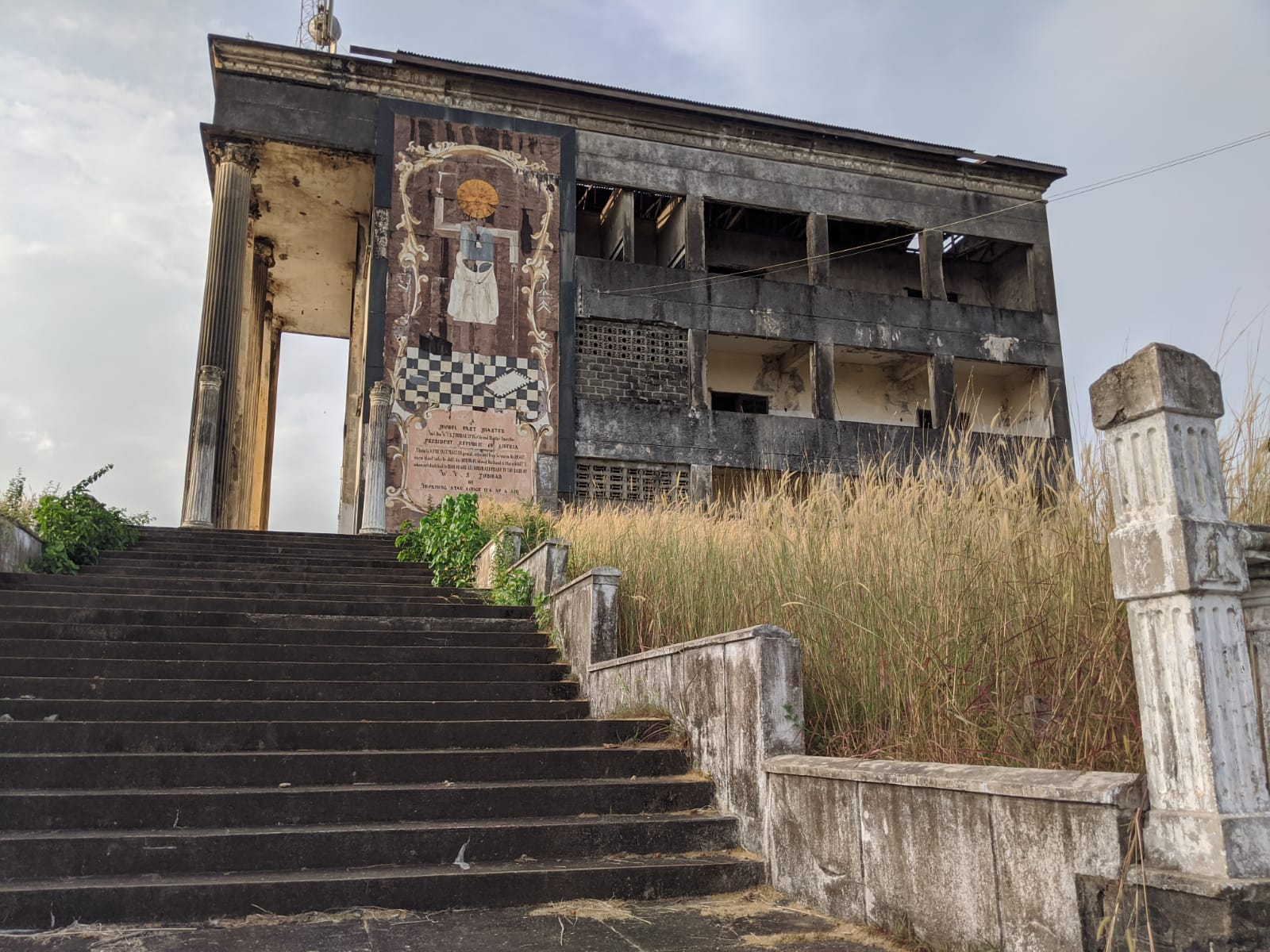
Ruinas de la antigua logia masónica de Harper, Liberia.

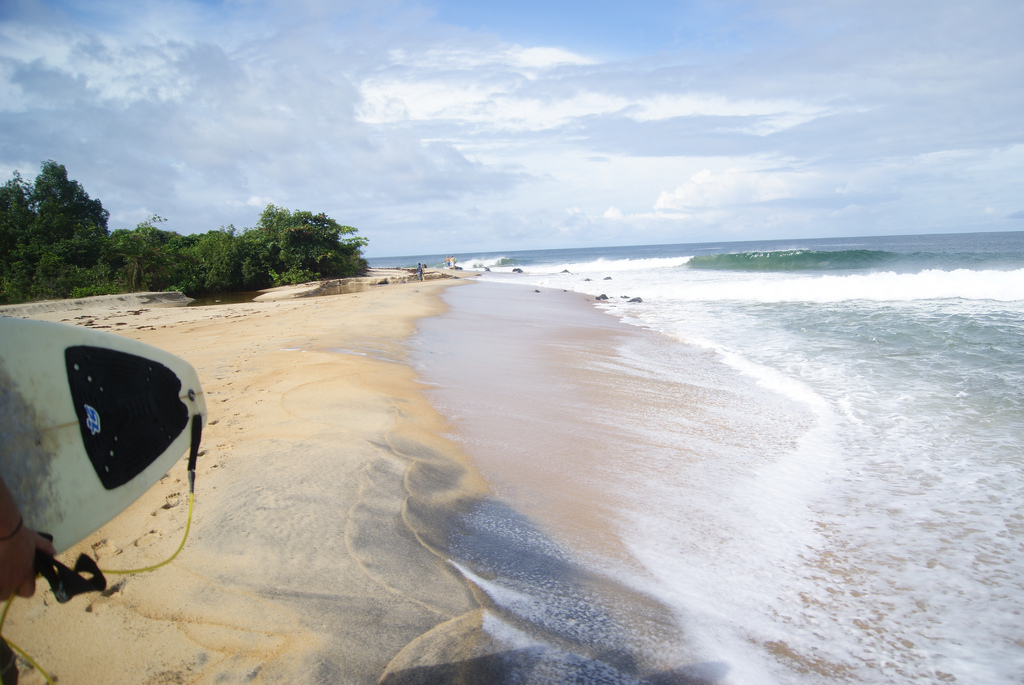
La práctica del surf en las costas de Robertsport (Grand Cape Mount) es una de las grandes apuestas turísticas de Liberia.

El turismo en Liberia registra de momento una actividad insignificante, pero tras las guerras civiles que desbastaron el país se ha convertido en una de las grandes apuestas de la OMT y el gobierno local para generar divisas. Si bien su patrimonio cultural y natural ha generado oportunidades de desarrollo, la violencia política, la inseguridad ciudadana y la carencia de infraestructuras básicas para el acceso y disfrute de los recursos turísticos, hacen que Liberia esté por debajo del 1% del volumen de turistas que se desplazan por África. Las epidemias de ébola (2014-2016) y COVID-19 (2020-presente) terminaron por comprometer los proyectos que con la ayuda de organizaciones internacionales y empresas extranjeras intentaban atraer inversiones financieras para el desarrollo turístico. A pesar de todos estos inconvenientes, los gobiernos de Ellen Johnson Sirleaf y George Weah, han mantenido vivo el interés por el sector a través de proyectos con la Organización Mundial del Turismo (OMT), que van desde la celebración de jornadas de turismo, a emprendimientos concretos para dinamizar recursos y destinos turísticos del país.

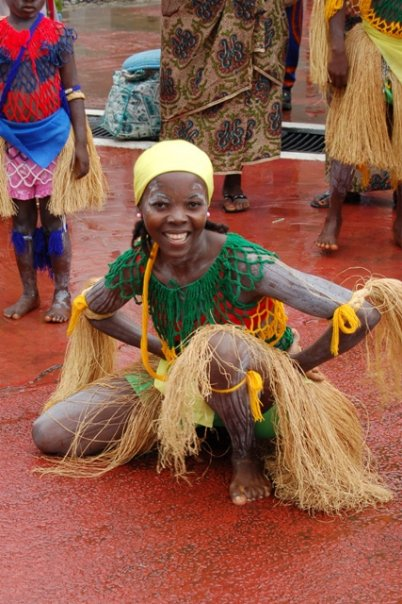
Bailarina liberiana.

## Turismo en cifras

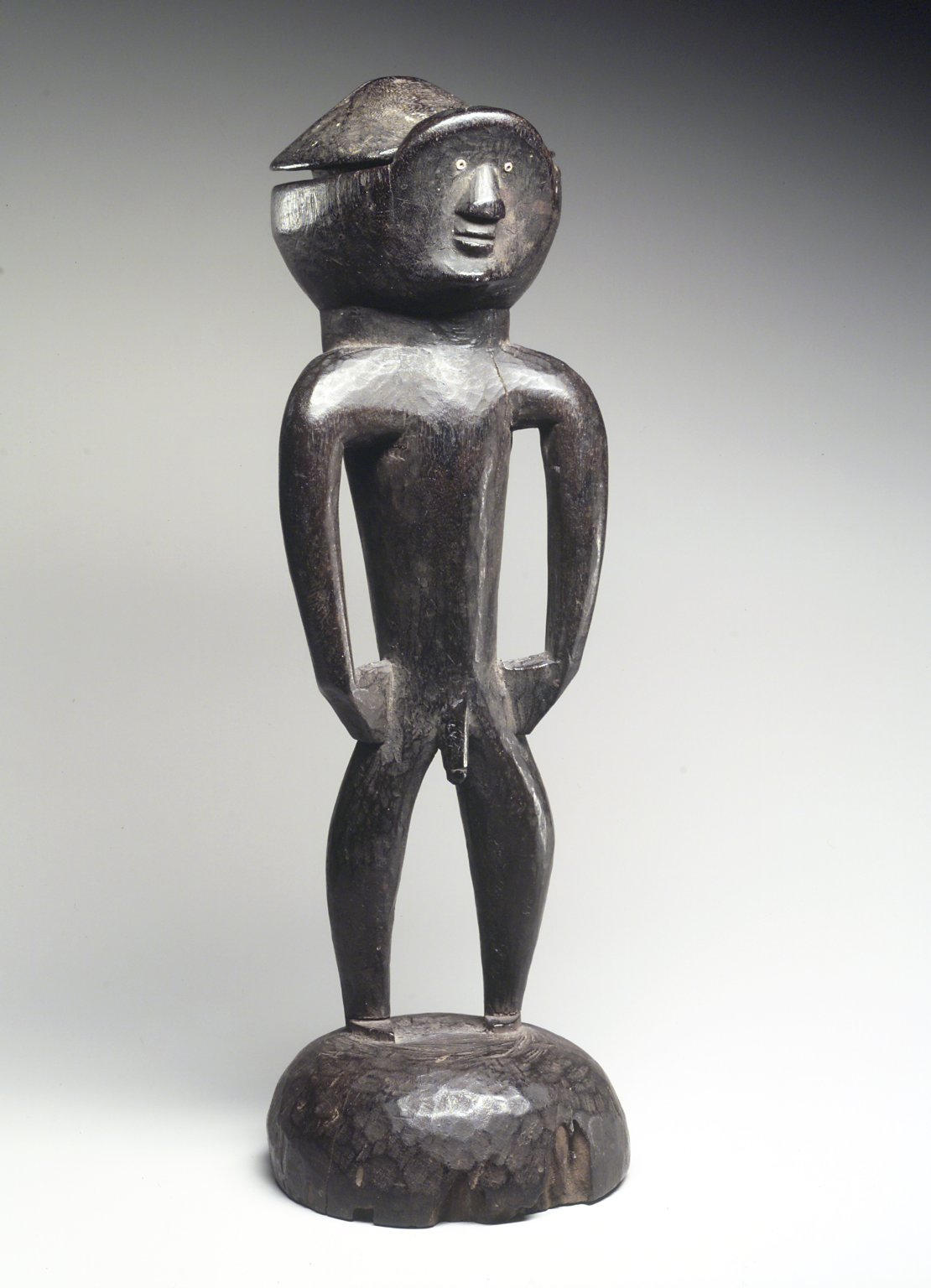
Talla de la cultura Bassa, Liberia

Según la Organización Mundial del Turismo (OMT), durante el período 2010-2020 sólo constan ingresos cuantificables de divisas por turismo a Liberia en los años 2010, 2011 y 2014:
-2010 – 12 millones de dólares
-2011 – 232 millones de dólares
-2014 - 91 millones de dólares.

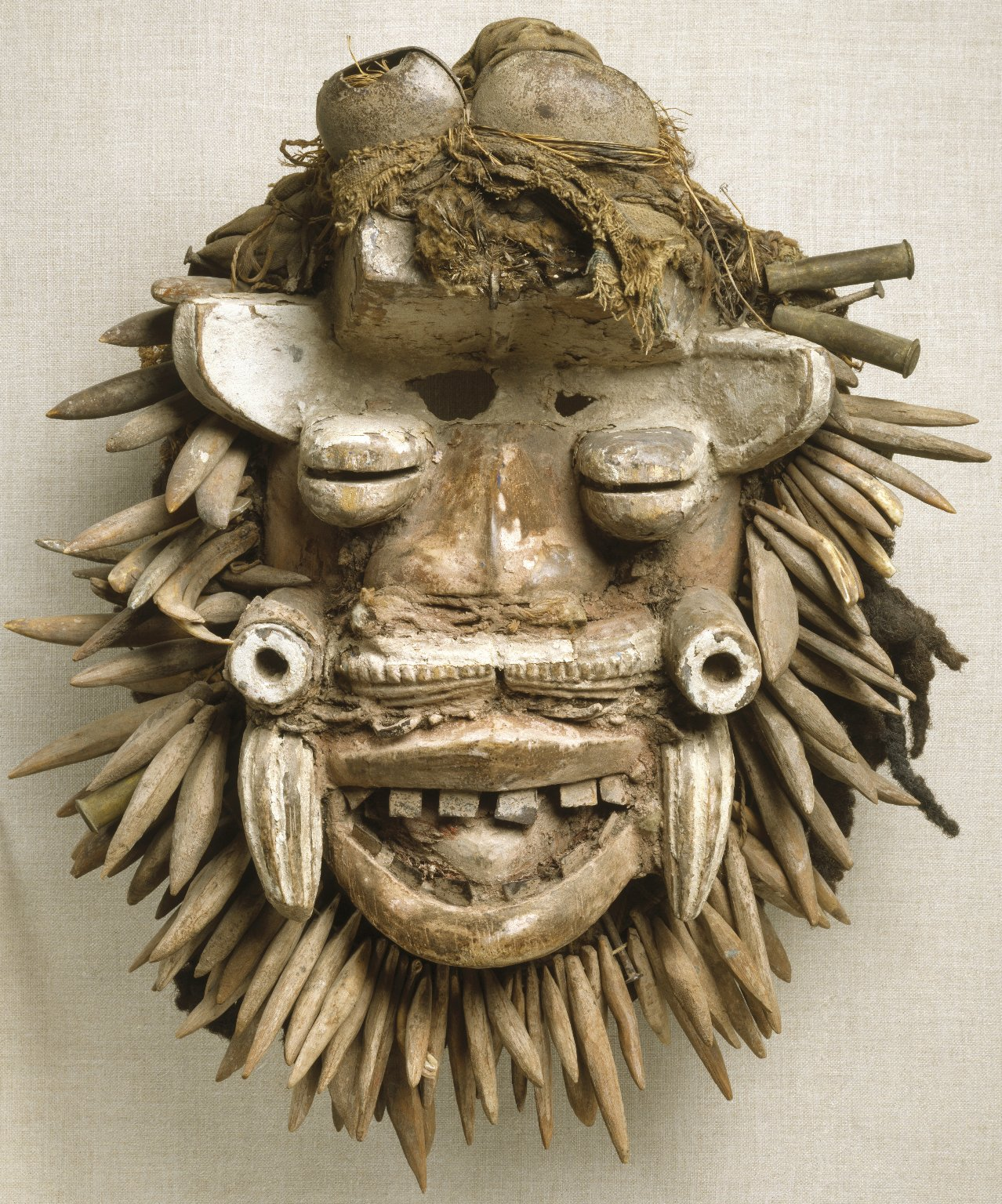
Máscara ritual pueblo Gio

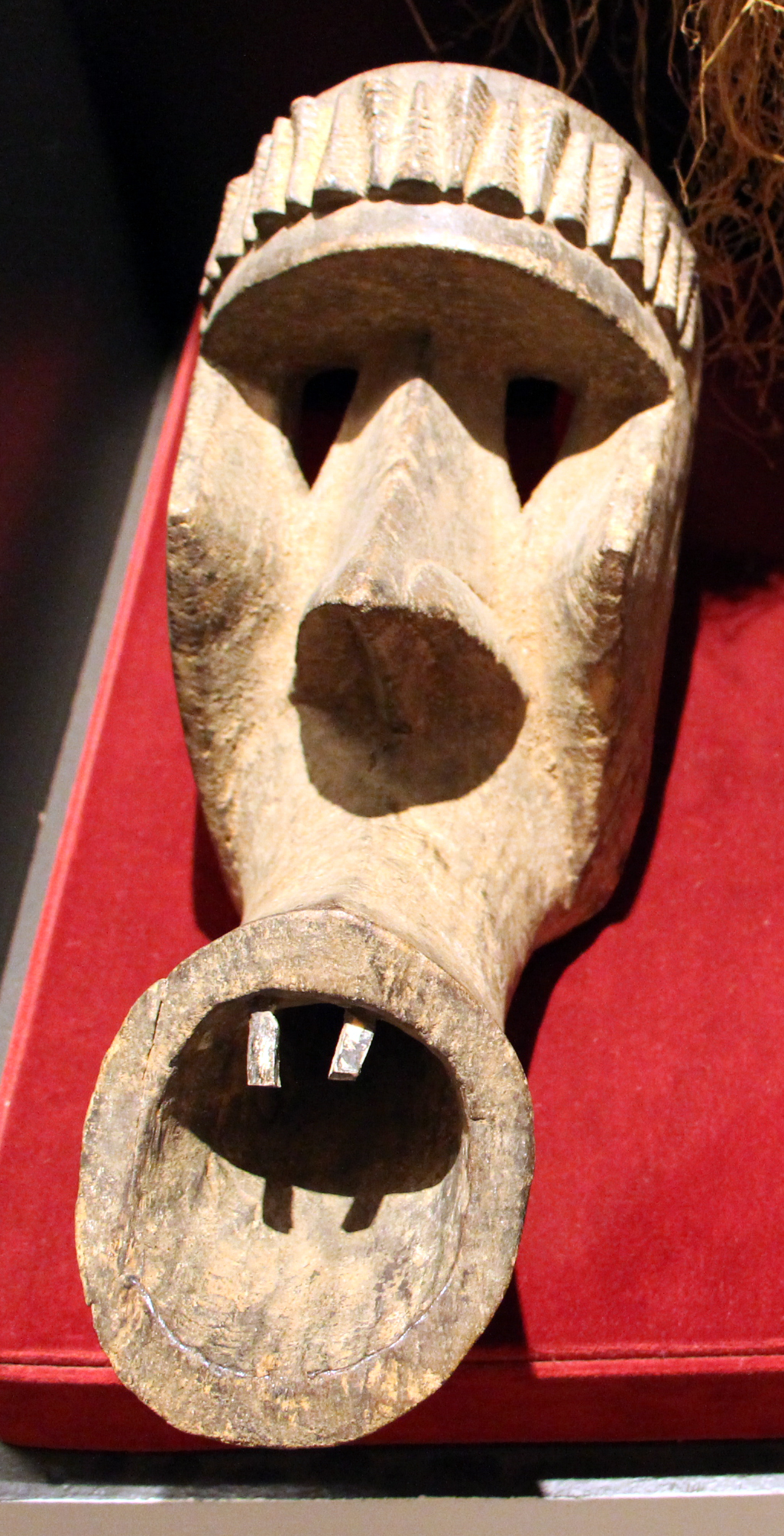
Máscara ritual pueblo Grebo

Coincidente con estos datos fueron las declaraciones del secretario general de la OMT, Taleb Rifai, quien en 2014 señaló que los países afectados por la epidemia de Évola (Liberia, Guinea y Sierra Leona) representan juntos menos del 1% del mercado turístico africano.
Igualmente las divisas que deja el turismo no son despreciables para Libera, un país que registra uno de los mayores índices de pobreza del mundo:
Ingreso o PBI per cápita – 556 €
Deuda pública - 1.516.000 € equivalente al 55,38% del PIB.
El ranking Doing Business coloca a Libera en el puesto 174 entre 190 países estudiados.
El índice de percepción de corrupción de 2018 la ubica en el puesto 120 de 180 países estudiados.

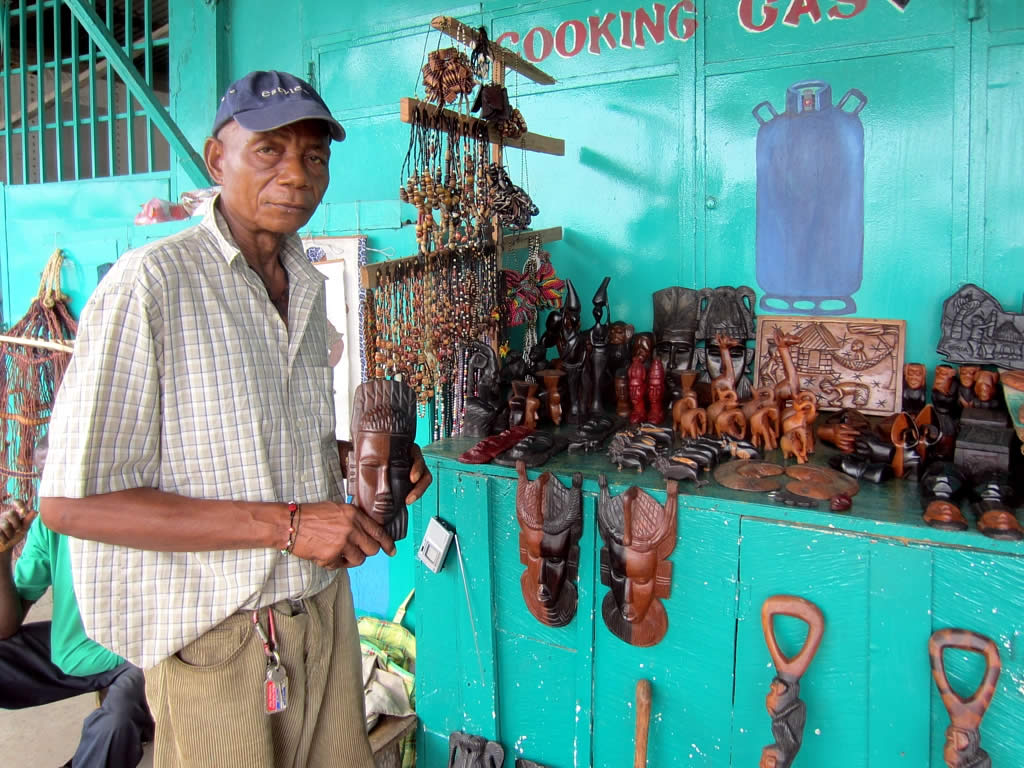
Mercadillo de artesanías locales en Monrovia

El índice de Desarrollo Humano 2020 sitúa a Libera en el puesto 175 entre 189 países estudiados.

## Actualidad
Un informe de 2020 de la Oficina Económica y Comercial de España en Acra señala que a la industria del turismo es “prácticamente inexistente” en Liberia. El país cuenta con algunos hoteles y una pequeña oferta de ocio en Monrovia básicamente destinados a extranjeros desplazados a Liberia por razones de trabajo o como colaboradores de los organismos multilaterales asentados en el país tras el período de guerras civiles.
Antes de la pandemia de la COVID-19 el gobierno de Liberia trabajaba con organismos internacionales, incluida la OMT, en un proyecto de promoción del turismo de surf en Robertsport.  La crisis global del turismo a partir de 2020 paralizó el proyecto de momento, junto con otras iniciativas en infraestructuras, como la construcción de nuevos hoteles.

## Puntos de interés turístico
Liberia cuenta con una diversidad cultural y natural recogidas como recursos de interés turístico por guías especializadas del sector. Habitada por 16 grandes grupos étnicos nativos, más una población multicultural que se fue asentando desde el siglo XIX, las muestras artísticas derivadas de ello han generado una histórica muestra de interés: artesanías, esculturas, máscaras rituales, danzas tradicionales, unidas a la gastronomía local son bases de un turismo cultural que de forma intermitente desarrolló el país y siguen vigentes para su reactivación.
Los parques nacionales en la zona interior, los 579 km de costa y una biodiversidad que ha lograda sobrevivir a los impactos ambientales de las grandes explotaciones mineras y agrícolas, abren otro espacio interesante para el desarrollo del turismo natural o de aventuras.
Como destinos turísticos destacan:

### Ciudades
Monrovia: Capital del país. Cuenta con la mayor parte de la oferta hotelera y de ocio del país: tiendas, mercados, clubes, restaurantes y museos.
Harper: Capital del estado del condado de Maryland, reconocida por las ruinas de su patrimonio arquitectónico de época colonial.
Robertsport:  Capital del condado de Grand Cape Mount, ofrece playas de arenas doradas y es apetecida por las personas que practican deportes acuáticos, especialmente el surf. Cuenta con un sector de cabañas tradicionales y un casco histórico de interés.
La belleza natural es complementada por rozas de reserva de flora y fauna autóctonas protegidas con la figura de parques nacionales y reservas naturales:

### Parques nacionales
Parque nacional Sapo, 1804 km²
Parque nacional del Bosque de Gola, 980 km²
Parque nacional Cestos-Senkwehn, 832 km²
Parque nacional Nimba Occidental, 105 km²
Parque nacional Foya, 1646 km²
Parque nacional de las montañas Kpo, 837 km²
Parque nacional de las montañas Bong, 248 km²
Parque nacional Gbi, 884 km²
Parque nacional Grand Kru-Río Gee, 1351 km²
Parque nacional del manglar Margibi, 238 km²

### Reservas naturales
Reserva natural Nimba Oriental, 135 km²
Reserva natural de Wonegizi, 1374 km²
Parque nacional forestal de Grebo, 135 km²
Reserva de uso múltiple sostenible del lago Piso, 339 km²

## Gastronomía

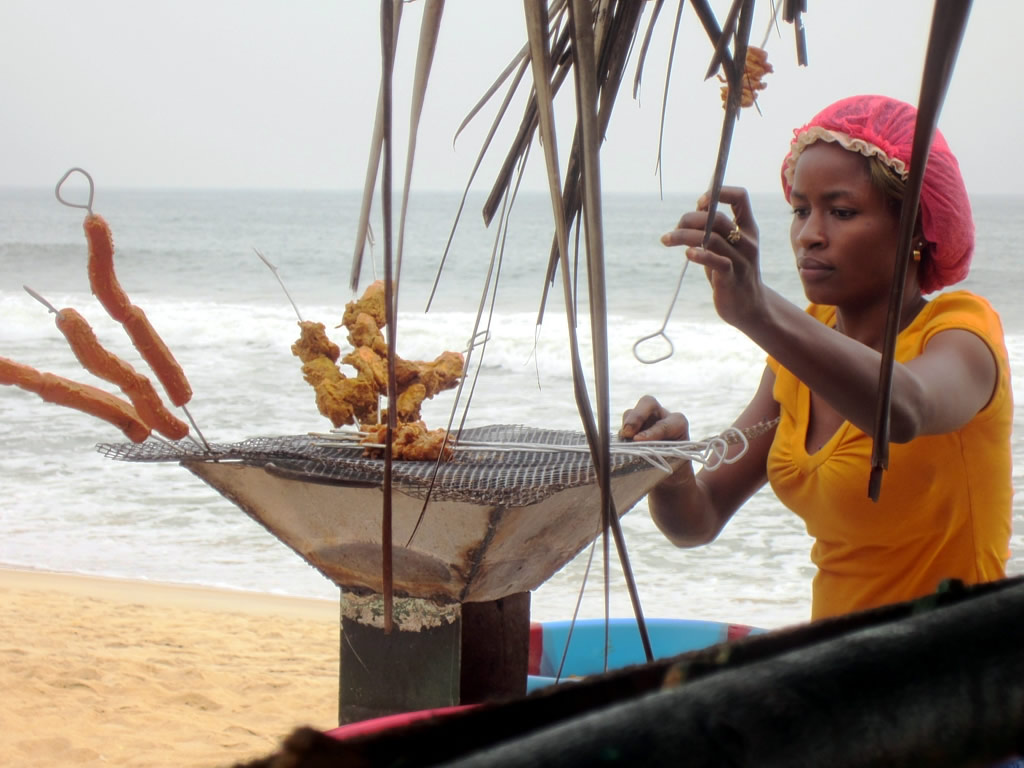
Tradición gastronómica marinera en una playa de Liberia.

Son platos populares en Liberia el arroz y las salsas picantes para carnes . También los guisos a base de pescado. La mantequilla de palma con pescado y las  patatas verdes. Otros platos populares son la salsa palava (hecha con hoja de plato, pescado seco o carne y aceite de palma) y el arroz jollof (arroz y verduras con carne o pescado).
Superando el estancamiento turístico de las últimas décadas, nuevas generaciones de chefs formados en el exterior están revitalizando la gastronomía tradicional liberiana en congresos y eventos internacionales de turismo.

## Museos
Los museos de Liberia fueron espoleados en el transcurso de las guerras civiles:
- Museo Nacional de Liberia. Situado en Mornrovia se inauguró en 1981. Contenía una destacada colección de máscaras rituales, documentos, archivos y libros históricos que fueron robados o destruidos durante las confrontaciones bélicas. Actualmente la Unesco lleva adelante un proyecto de colaboración para regenerar este espacio cultural.[20]

- Museo Africano. Situado en Monrovia. Espoliado y en ruinas.[21][20]

- Museo Biblioteca Harper. Situado en Monrovia. Espoliado y en ruinas[20]

- Museo William Tubman Centro de Estudios Africanos. Situado en Monrovia. Espoliado y en ruinas.[20]

- Museo de la ciudad de Besao. Situado en Besao. Espoliado y en ruinas.[20]

## Temporadas turísticas
A razón del clima de Liberia, tradicionalmente los operadores turísticos califican en tres temporadas turísticas:
- Temporada alta: de octubre a enero.

- Temporada media: de agosto a septiembre y el mes de febrero.

- Temporada baja: de marzo a junio.

Igualmente debe tomarse en cuenta que la temporada que concentra mayores precipitaciones en África Occidental va de mayo a octubre, provocadas por el Monzón Africano. Y la temporada más seca se da entre diciembre y febrero.

## Precauciones
Las personas que en la actualidad deciden visitar Liberia reciben de entidades públicas de sus respectivos países o de entidades internacionales, recomendaciones y advertencias sobre aspectos como visados, medios de transportes disponibles, usos y costumbres a tener en cuenta del país de destinos, y sobre todo, aspectos concernientes a la seguridad personal de los turistas así como referencias sobre las autoridades a recurrir en caso de emergencias. A todo esto se agregan las recomendaciones internacionales sobre viajes durante la pandemia de COVID-19 y otras posibles enfermedades o riesgos sanitarios a tomar en cuenta.